# Vicente Guaita
Vicente Guaita Panadero (født 18. februar 1987 i Torrent, Horta Oest, Valencia) er en spansk fodboldspiller, der spiller for Celta Vigo som målmand.